# Ripač
Ripač (szerbül: Рипач) falu Bosznia-Hercegovinában, Bihács községben, a Bosznia-hercegovinai Föderáció Una-Szanai kantonjában. 

## Fekvése
Bihács központjától légvonalban 8, közúton 10 km-re délkeletre, az Una partján, a Bihácsi-mező délkeleti részén, az Una-szurdok kijáratánál fekszik. A mai település az Una folyó mindkét partján, valamint a Velika és a Mala otokon terül el.

## Népessége
| Nemzetiségi csoport | Népesség 1991 | Népesség 2013 |
| ------------------- | ------------- | ------------- |
| Szerb               | 339           | 5             |
| Bosnyák             | 1297          | 1279          |
| Horvát              | 12            | 13            |
| Jugoszláv           | 70            | 0             |
| Egyéb               | 6             | 19            |
| Összesen            | 1724          | 1316          |

## Története
Az Una Nemzeti Park egyik legnagyobb értéke a ripači régészeti lelőhely, mely a falutól körülbelül 250 m-re, közvetlenül a Velika és a Mala otoka felett, az Una jobb partján, a Gradina nevű helyen található. Ez a hely a vaskorban az illír japod törzs kulturális központja volt. A japodok különféle kulturális eredményeket értek el ezen a területen, a szobrocskák megalkotásától és a cölöpházakból álló települések felépítéséig, amelyek Ripačon állt ősi telkepülés fő jellemzőivé váltak. Az ilyen települések kizárólag a vaskorra jellemzőek, és nem csak a Balkánon, hanem egész Európában is ritka jelenségnek számítanak, mivel ez a településtípus leginkább Észak-Európa területére jellemző.

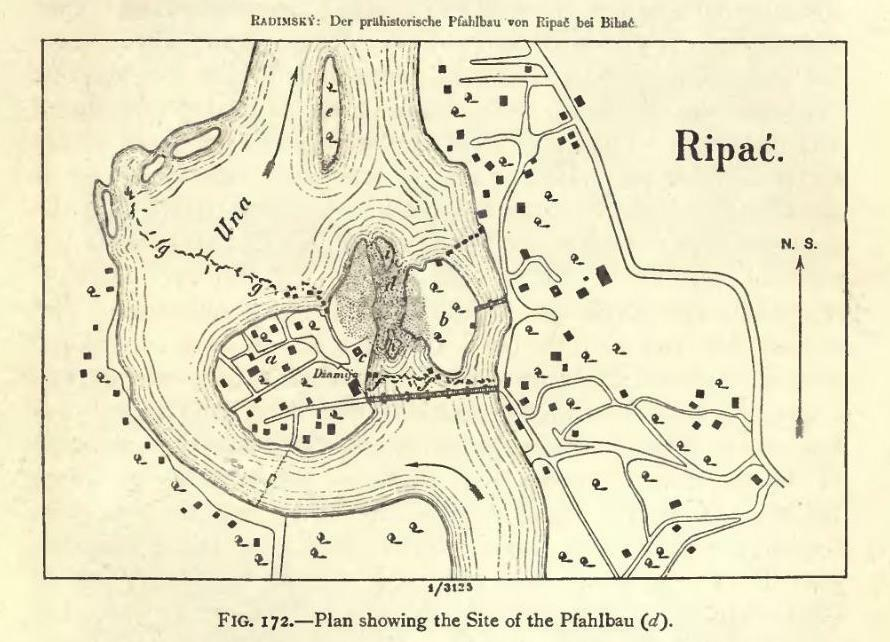
A vaskori település térképvázlata

Az ilyen típusú házak felépítésére jellemző, hogy a falakat általában a hosszanti és keresztirányú falak gerendáinak váltakozó fektetésével emelik. A gerendákat jellegzetes módon a végükön hornyokkal ellátva, kötötték össze. A tető jellegzetes formájú volt, építéséhez főként szalmát használtak. A fő táplálékforrás a hal volt, de különféle háziállatok maradványait is megtalálták.
Eddig égetett agyagból készült figuratív ábrázolások kerülek itt elő. A figurák megjelenése mellett szórványos kulturális és vallási motívumok is megjelennek. A sok lelet közül kiemelkedik az elágazó agancsú szarvas vésett feje. Maga a fej ábrázolása tökéletes, míg a nyak és a fej többi részének ábrázolása idealizált. Ripačon találtak egy kígyóábrázolást is, amely egy hullámos testű edénytöredéken található. Ez az egyetlen ilyen ábrázolás kerámián, mert a fémen és kőtárgyakon sokkal gyakrabban fordulnak elő ilyen típusú kígyó ábrázolások. Ezen ábrázolásokon kívül a szakemberek különös figyelmet fordítanak a terrakotta – agyag istenábrázolások tanulmányozására, melyek közül hetet Ripač településen találtak. Ezeknek a leleteknek a többsége a szarajevói Nemzeti Múzeumban található, míg a mások a bihácsi Pounja Múzeumba kerültek.

Maga a feltárt település ma elhagyatott állapotban áll, és szinte már nincs funkciója, a cölöpházak maradványai pedig az időjárási viszonyoknak való kitettség, valamint az emberi hanyagság miatt lassan kezdenek tönkremenni. Az ókori mozgatható anyagok, köztük a Velika otoka környékén elszórtan elhelyezkedő hat 2-4. századi római érme, valamint az ókori fal egy része azt bizonyítja, hogy a szigeten volt legalább egy római kori épület.

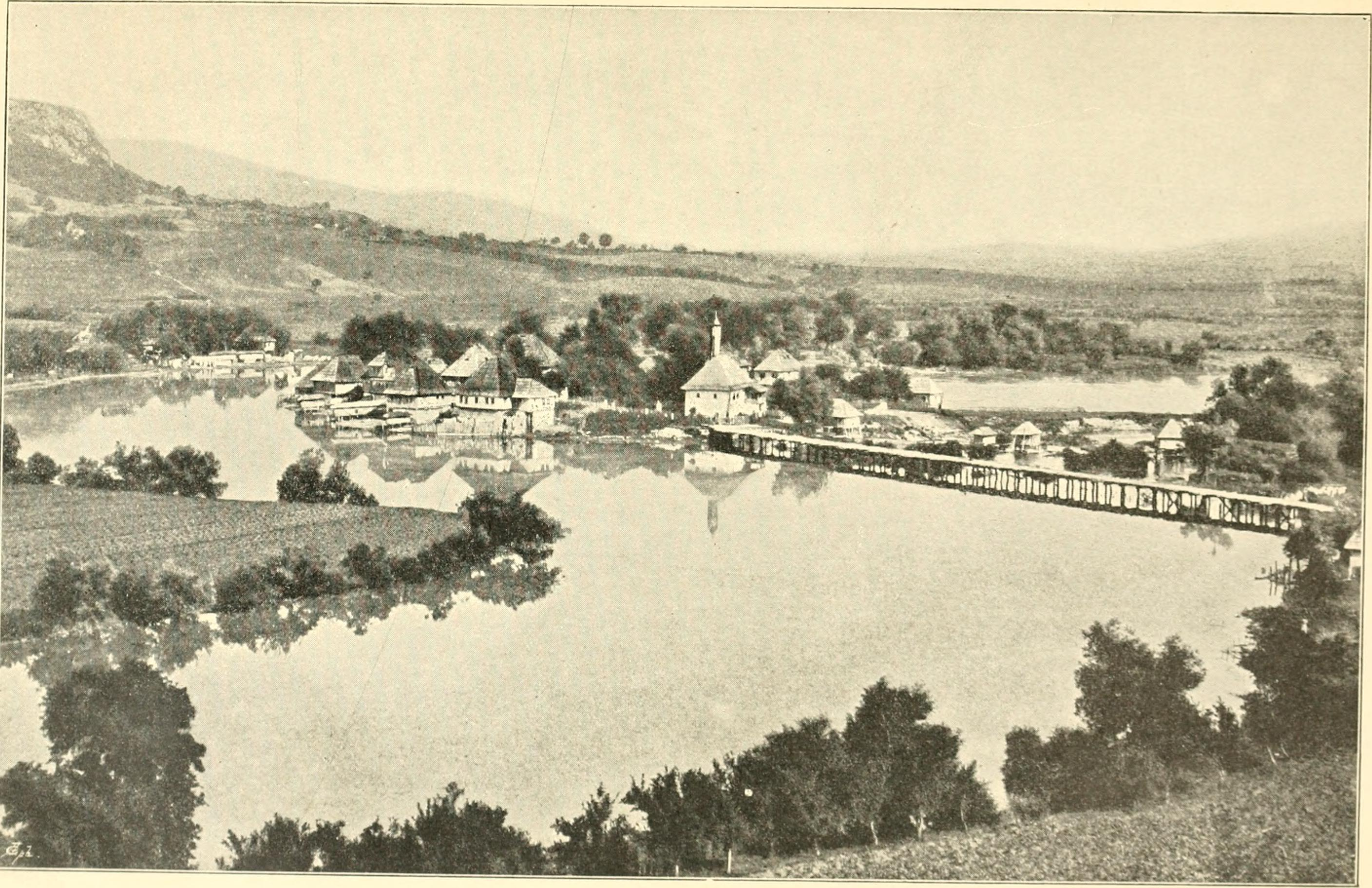
Ripač látképe 1897-ben

 A Velika otokon található egy négyzet alakú toronyszerű épület is, valószínűleg a 15. századi történelmi forrásokból ismert középkori Ripács várának maradványa. Az írott források 1408-tól említik ezt a várat. 1408-ból való Zsigmond magyar király oklevele, amelyben kiemeli a ripači bosnyákoknak az oszmánok elleni védelmében szerzett érdemeit. Abban az időben Ripač volt Hum zsupánság székhelye. 
1431-ben Zsigmond király Ripács várát a Frangepánoknak ajándékozta, majd 1434-ben ismét megerősítette ezen adományát. 1527-ben Ferdinád király megbízásából a várat Jurisics Miklós vette birtokba, aki megerősítette jobbágyait kiváltságaikban. A 16. században a várban a várnagy irányítása alatt a királyi kincstárból fizetett zsoldosok szolgáltak. A várnak temploma is volt, mely a knini egyházmegye irányítása alá tartozott. A török hódítás előtt a vár Bihács előváraként funkcionált. 1592-ben Bihács elfoglalásával Ripács is török uralom alá került. A várat és a települést Bécs és Bihács ostromáig gyengén védte őrség. A várat 1697-ben említik utoljára a történelmi dokumentumok, amikor Batthyány Ádám horvát bán és  Auersperg császári tábornok ostrom alá vette. A várat 1833 és 1838 között végleg elhagyták.

## Nevezetességei

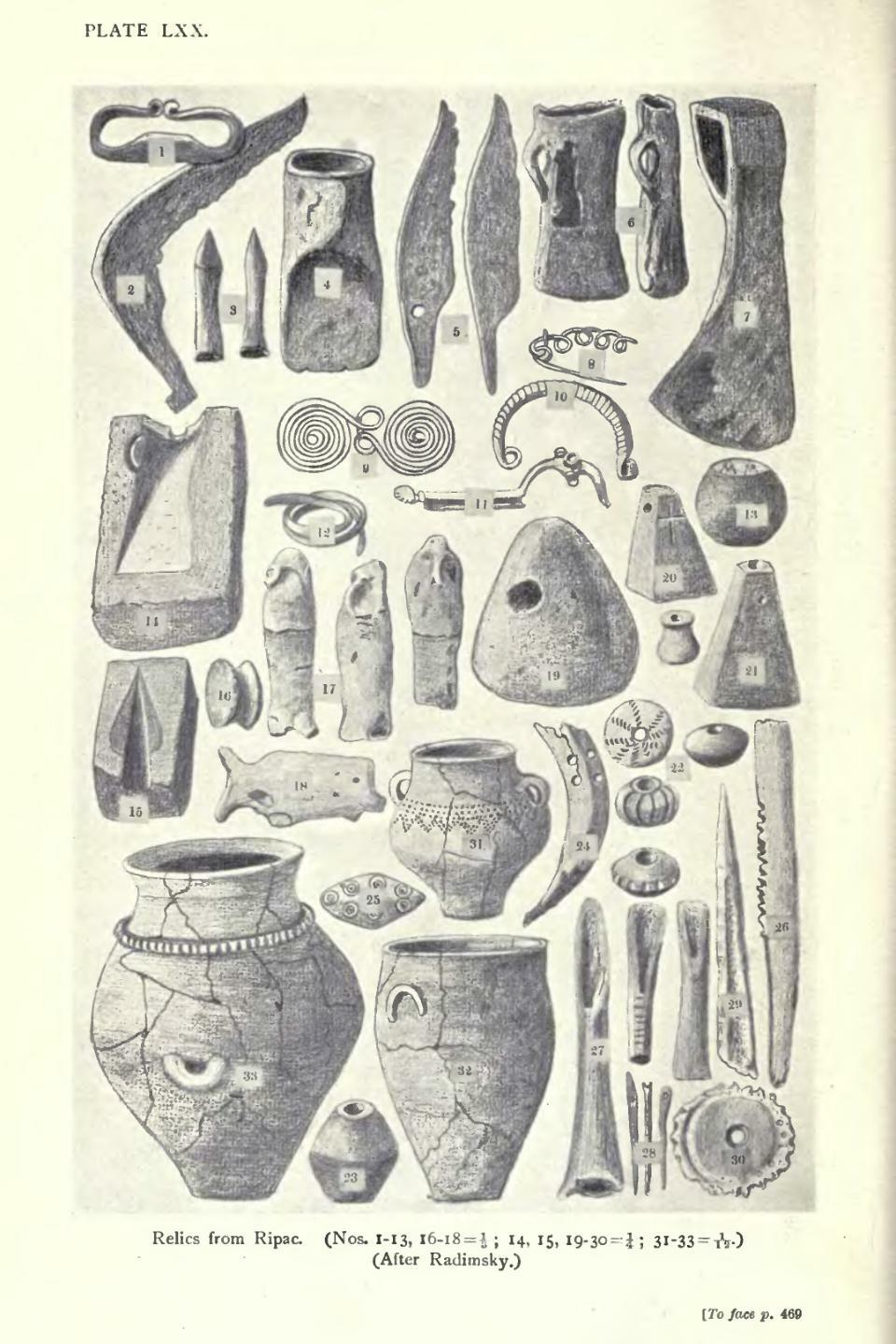
A régészeti feltárás során talált vaskori tárgyak

- Ripač egyik nevezetessége a régi mecset, amely az oszmán korból származik. Az 1942-ben a második világháború idején a mecsetet felgyújtotta egy helyi ortodox nő, aki beismerte tettét. A mecsetet a helyi gyülekezet újjáépítette, felszentlése 2023 augusztusában történt.[4]

- Gradina őskori és ókori régészeti lelőhely. 1975-ben Branka Raunig végzett itt szondázó régészeti feltárást, melynek során vaskori település és temetője került elő. Korábban véletlenül került elő itt egy az i. e. 8. századból származó csontvázas sír. A feltárás során 19 hamvasztásos sír került elő az i. e. 650 és i. e. 110 közötti időszakból. A leletek egy része az i. e. 650 és i. e. 500 közötti időből az Una völgyében fekvő japod település idejéből származik. A számos ókori lelet mellett a középkori vár alapfalaira is rábukkantak.[5]

- Ripács egykori várának területe mára teljesen beépült, a várnak felszíni nyoma nem maradt.

## Fordítás
- Ez a szócikk részben vagy egészben  a   Ripač című bosnyák Wikipédia-szócikk ezen változatának fordításán alapul.  Az eredeti cikk szerkesztőit annak laptörténete sorolja fel. Ez a jelzés csupán a megfogalmazás eredetét és a szerzői jogokat jelzi, nem szolgál a cikkben szereplő információk forrásmegjelöléseként.